# The Matrix Reloaded
The Matrix Reloaded is een Amerikaanse sciencefictionfilm uit 2003. Het is het tweede deel van de Matrix-trilogie. Net zoals het vorige deel geproduceerd door Joel Silver en uitgegeven door Warner Bros. The Matrix Reloaded was een van de eerste films die een achtergrondverhaal hadden uitgewerkt in een spel, Enter the Matrix, dat de plot verdiepte. Het grootste deel van de hoofdrolspelers van The Matrix (de 1e film uit de trilogie) nam hun rol weer aan voor dit deel.

## Verhaal
"Unfortunately, no one can be told what the Matrix is. You have to see it for yourself." ,-Morpheus (The Matrix).
Aan het begin van de trilogie komt Neo (The One) te weten wat The Matrix is. Aan het eind van de 21ste eeuw vond de mensheid echte KI uit. Deze technologie werkte alleen op zonne-energie. Toen de machines zich tegen de mensheid keerden, dachten de mensen dat ze, door ze af te sluiten van het zonlicht, onschadelijk konden worden gemaakt. De mensen veranderden de lucht in een eindeloosheid van zwarte wolken (zie: Animatrix voor details). De machines ontdekten een alternatieve vorm van energie opwekken: met behulp van de lichaamswarmte van levende mensen. Mensen werden dus effectief veranderd in batterijen ("coppertops", genoemd naar het uiterlijk van een batterij van het merk Duracell). Om te zorgen dat de mensen niet in opstand kwamen creëerden de machines een simulatie van de wereld voordat hij werd verwoest en overgenomen. Deze virtuele wereld werd door de rebellen "The Matrix" genoemd.
In de eerste film ontdekte Neo dat het leven dat hij leidde niet echt was. In de tweede film probeert hij De Voorspelling te vervullen. Door via een bepaalde deur te gaan, kon de oorlog tussen de mensen en de machines worden gestopt, en daarmee konden de mensen van Zion eindelijk vrij zijn. Dit wordt bemoeilijkt door het feit dat de machines een leger Sentinels heeft ingezet om van de oppervlakte van de Aarde naar Zion te graven, en iedereen die daar aanwezig is uit te schakelen. Sentinels zijn op inktvissen gelijkende robots met vele tentakels, wapens en werktuigen om vijanden uit te schakelen. In de film worden ze beschreven als Killing machines, designed for one thing: search & destroy.
The Matrix Reloaded was een van de eerste films die een deel van het achterliggende verhaal liet vertellen door een computerspel, Enter The Matrix. Ook is de hele trilogie in een ander spel verwerkt: The Matrix: Path Of Neo. Beide spellen zijn uitgegeven door Atari en ontwikkeld door Shiny Entertainment.

## Rolverdeling
| Acteur               | Personage         |
| -------------------- | ----------------- |
| Keanu Reeves         | Neo               |
| Laurence Fishburne   | Morpheus          |
| Carrie-Anne Moss     | Trinity           |
| Hugo Weaving         | Smith             |
| Gloria Foster        | The Oracle        |
| Helmut Bakaitis      | The Architect     |
| Lambert Wilson       | The Merovingian   |
| Monica Bellucci      | Persephone        |
| Adrian Rayment       | Twin #2           |
| Neil Rayment         | Twin #1           |
| Daniel Bernhardt     | Agent Johnson     |
| Collin Chou          | Seraph            |
| Nona Gaye            | Zee               |
| Gina Torres          | Cas               |
| Anthony Zerbe        | Councillor Hamann |
| Roy Jones, Jr.       | Captain Ballard   |
| David A. Kilde       | Agent Jackson     |
| Randall Duk Kim      | De Keymaker       |
| Harry J. Lennix      | Commander Lock    |
| Matt McColm          | Agent Thompson    |
| Harold Perrineau Jr. | Link              |
| Jada Pinkett Smith   | Niobe             |
| Cornel West          | Councillor West   |
| Bernard White        | Rama-Kandra       |

## Achtergrond

### Productie
The Matrix Reloaded en The Matrix Revolutions werden tegelijk gefilmd, maar kwamen uit marketingoverwegingen niet tegelijk uit in de bioscopen. Het plan eerst was om de twee films twee weken na elkaar te laten verschijnen, uiteindelijk werd dit zes maanden. The Matrix Reloaded is absoluut niet los te zien van The Matrix Revolutions, het verhaal in Reloaded stopt abrupt en wordt vervolgd in Revolutions.
Gloria Foster (The Oracle) overleed kort nadat de filmagenda was afgelopen. Al haar scènes waren al gefilmd, maar ze was nog niet klaar met haar bijdrages aan Enter The Matrix en The Matrix Revolutions. Ze werd vervangen door Mary Alice.
Marcus Chong (Tank) uit The Matrix werd niet meer ingehuurd voor The Matrix Reloaded, volgens wilde geruchten omdat hij de Wachowski's 's avonds belde en vroeg om loonsverhogingen en meer tekst. Hij werd vervangen door Harold Perrineau (Link).

### Diepere, achterliggende gedachte
De film The Matrix was een culthit, maar The Matrix Reloaded bracht wereldwijd meer geld op.
Sommige critici zeiden dat dat kwam door de hoeveelheid actiescènes in Reloaded, in vergelijking met The Matrix. Sommigen zeiden dat het kwam door de achterliggende plot. Hoe het ook zij, de Wachowski's hebben veel aandacht besteed aan de verhaallijn, er zitten veel filosofische referenties in, en de protagonist (hoofdrolspeler/hoofdpersoon) van de film, Neo, vertoont veel gelijkenis met een bepaald persoon uit de Bijbel: Jezus. Hij vecht namelijk voor "Zion" (zie: zionisme), offert zichzelf aan het eind van The Matrix Revolutions op en strijdt tegen een vijand veel groter dan hijzelf.
Ook spreekt het scenario over religieuze methodes en ervaringen, zoals het verruimen van de geest en het zoeken naar de kracht in de mens zelf. De gedachte dat we misschien nu al in een soort "Matrix" leven kan voor veel mensen ronduit angstaanjagend zijn, want hoe zou men moeten weten dat het niet zo is? Ook spreekt de film van "eerdere versies" en "predecesors" van The Matrix en The One, die misschien betekenen dat wat Morpheus en de anderen denken dat de echte wereld is, misschien niet zo echt is als hij lijkt, misschien is Zion ook wel in scène gezet door de machines? Een voorbeeld:

When the Architect was talking he said that The Matrix has a success rate of 99% percent, meaning almost everyone will accept it. Only 1% will not, and that 1% will wake up and resist. So as a failsafe, the machines set up Zion. They set up an entire scenerio for the humans. And when they would find The One, it would be time to reset again.
— -ReloadDML

## Trivia
In 2005 werd door fans een editie gemaakt die Reloaded en Revolutions tot één film maakte: The Matrix Dezionized. De belangrijkste wijzigingen waren dat het hele verhaal over Zion uit de films gelaten werd. Deze in 2006 door CBB Group op internet verspreide editie kreeg wisselende kritieken maar werd geroemd voor het faninitiatief.